# Gautier IV de Brienne
Pour les autres membres de la famille, voir Maison de Brienne.
Pour les articles homonymes, voir Brienne et Gautier de Brienne.
Gautier IV de Brienne (1205 † 1246), dit le Grand, est comte de Brienne de 1205 à 1246 et de Jaffa de 1221 à 1246. Il est fils de Gautier III, comte de Brienne et prétendant au trône de Sicile, et d'Elvire de Lecce.

## Armoiries

d'or à la croix pattée de gueules.

Nicolas Jules Henri Gourdon de Genouillac, dans son Recueil d'armoiries des maisons nobles de France (1860), lui attribue ces armoiries : d'or à la croix pattée de gueules. Mais ces armoiries sont celles de la maison d'Ibelin, dont un membre lui succède dans le comté de Jaffa et une confusion n'est pas à exclure.
L'armorial de Rietstap et le site Early Blazon lui attribuent ces armoiries : d'azur, semé de billettes d'or, au lion du même, armé et lampassé de gueules, brochant sur le tout. Ce sont également les armoiries des comtes de Nevers et des comtes de Bourgogne, mais les premiers ne les portent plus depuis 1181 et les seconds ne les portent qu'à partir de 1279.

## Biographie
Le comté de Jaffa lui est donné par son oncle Jean Ier de Brienne, le Roi de Jérusalem.
Par sa vigueur Gautier défendit sa ville pendant longtemps et ne laissait jamais passer une occasion de détrousser les Sarrasins. Une caravane entière de soie et de draps d'or tomba entre ses mains. Il partagea l'ensemble du butin entre ses bannerets, car chez lui la générosité accompagnait la vaillance. Tout cela lui valut d'être l'un des chevaliers les plus célèbres de son temps. Il était très croyant et s'enfermait le soir venu dans sa chapelle pour demeurer seul en oraison.
En 1244, les Kharezmiens, commandés par Barbakan, s'emparent de Jérusalem. Devant l'urgence de la situation, les croisés font appel aux sultans de Damas et d'Émèse pour les aider à vaincre cette nouvelle menace.
Les forces musulmanes de la Syrie, commandées par Malek-Mansor prince d'Émèse, s'unissent à Ptolémais aux chevaliers des ordres militaires et aux chrétiens accourus pour répondre à l'appel de Robert de Nantes, patriarche de Jérusalem.
Alors que le prince d'Émèse conseille d'attendre l'arrivée de renforts avant d'attaquer, le patriarche de Jérusalem ordonne l'attaque immédiate, soutenu en cela par les chefs croisés.
L'armée est partagée en trois corps :
- Armand de Périgord, grand maître des templiers, avec les chevaliers de l'ordre et les barons de la Terre sainte forment celui du centre ;
- les Musulmans sous les ordres du prince d'Emèse occupent l'aile droite ;
- les chevaliers de Saint Jean occupent l'aile gauche sous le commandement de Gautier de Brienne.

Cependant, Gautier de Brienne refuse de partir au combat tant que le patriarche de Jérusalem n'aurait pas levé l'excommunication qu'il avait prononcé contre lui pour une sombre histoire de tour à Jaffa que Gautier aurait refusé de donner au patriarche. Devant cette situation bloquée par l'intransigeance du patriarche, l'évêque de Rames lui donne l'absolution par ces termes : « Ne vous troublez pas la conscience parce que le patriarche ne vous absout pas; car il a tort et vous avez raison; et je vous absous au nom du Père et du Fils et du Saint Esprit. Allons y ! »
Le combat est livré le 18 octobre 1244 et dura deux jours à la Forbie. Les Musulmans, après avoir perdu plus de deux mille cavaliers, prennent la fuite les premiers. Plus de trente mille soldats sont tués ou fait prisonniers durant cette bataille. 
Gautier, blessé, se retrouve prisonnier. C'est alors, en 1245, que les troupes kharezmiennes se dirigent vers Jaffa, la ville dont il est comte. Afin de forcer la ville à la reddition, Barbakan fait amener Gautier devant les murailles de la ville et l'attache sur une croix tout en annonçant qu'il ne le détacherait que lorsque la ville se rendrait. Mais Gautier exhorte la garnison de la ville à tenir bon et à faire son devoir en défendant la ville tandis que lui ferait le sien en mourant pour Jésus Christ. La ville résistant, Barbakan livre Gautier au Sultan d'Égypte avec d'autres captifs et il est conduit au Caire.
C'est là que, quelque temps plus tard, alors qu'il joue aux échecs avec un émir, ce dernier le frappe à la joue. À défaut d'armes pour se venger, Gautier saisit l'échiquier et tue son agresseur. Il est aussitôt renversé et étranglé par les arabes qui l'entouraient. 
Sachant que Saint Louis désirait donner aux nobles restes de Gautier une sépulture chrétienne, Jean de Valenciennes obtint du sultan d'Égypte les ossements de Gautier qu'il ramena à Acre.

## Mariage et enfants
Il épouse en 1233 Marie de Lusignan, la fille d'Hugues Ier de Lusignan, roi de Chypre, et d'Alix de Champagne, dont il a trois enfants :
- Jean de Brienne (1234 † 1261) ;
- Hugues Ier de Brienne (1240 † 1296) ;
- Amaury de Brienne († vers 1261).